# Saint-Léger (Charente)
Saint-Léger korábbi község Franciaországban, Charente megyében. Lakosainak száma 128 fő (2018. január 1.). Saint-Léger Blanzac-Porcheresse, Cressac-Saint-Genis, Nonac és Pérignac községekkel határos.
2019. január 1-jén Coteaux-du-Blanzacais új községhez  csatolták.

## Népesség
A település népessége az elmúlt években az alábbi módon változott:
| Lakosok száma | 140  | 176  | 181  | 136  | 125  | 121  | 124  | 126  | 126  | 128  |
|               | 1968 | 1975 | 1982 | 1999 | 2006 | 2011 | 2013 | 2016 | 2017 | 2018 |